# Héctor Tricoche
Héctor Noel Tricoche Albertorio (* 29. Juni 1955 in Juana Díaz, Puerto Rico; † 17. Juli 2022 in Springfield, Massachusetts) war ein puerto-ricanischer Salsamusiker, der sich mit anderen Künstlern den Titel Original Salsa King teilt. Zu seinen Stilrichtungen gehörten Salsa und Latin Pop.

## Werdegang
Héctor Tricoche wurde in den 1990er Jahren durch eigene musikalische Kompositionen bekannt. Dabei machte er sich sowohl durch seine beeindruckend hohe und melodische Stimme als auch durch sein Improvisationstalent einen Namen. Tricoche begann seine Karriere in Tommy Olivencias Band, welche stark durch eine fokussierte Bläserkomponente sowie Salsa- und Swingelemente geprägt war.
1987 sang Tricoche auf dem Album 30 Aniversario anlässlich des Geburtstages von Tommy Olivencia den Hit Lobo Domesticado, der eine hohe Chartplatzierung erreichte. 1990 verließ Tricoche Tommy Olivencias Band und wurde zum Solokünstler. Er wurde durch Héctor „Pichy“ Pérez ersetzt, der seine eigene Gruppe Sonora Ponceña verließ, um bei Olivencia zu singen. Héctor Tricoche hatte mehrere Auftritte in Salsa Nightclubs und sang live auf dem Calle Ocho Festival in Miami und dem Miami Airport Hilton. Infolge seiner humoristischen Einlagen und spontanen Salsatänze mit dem Publikum während seiner Shows errang er einen Ruf als großer Entertainer. Sein Orquester wurde außerdem durch kompliziert arrangierte Bläsersoli bekannt. In den USA brachte er neun Alben heraus. Zu seinen größten Hits gehörten unter anderem Songs wie Macho Perez, Motorizame, A Corazon Abierto, Noche Sensacional, Y Dice el Maricón – En Cuba No Falta Nada, Periquito Pin Pin und No soy automático.

## Diskografie
- Motorízame (1991)
- A Corazón Abierto (1993)
- In it for Me (1994)
- Oro Salsero 20 Exitos CD1 + CD2 (1994)
- Here I am (1995)
- Hector Tricoche Show (Live 1996)
- New Dawn (1997)
- Rumbero (2005)
- The Greatest Ever Salsa CD1 + CD2 (2008)